# IRSN
IRSN (Institut de Radioprotection et de Sûreté Nucléaire, česky „Institut pro ochranu před radiací a nukleární bezpečnost) je francouzská veřejná instituce průmyslové a obchodní povahy vytvořená na základě článku 5 zákona č. 2001-398 z 9. 5. 2001 a Aplikačního dekretu č. 2002-254 z 22. 2. 2002. Činnost Institutu je vykonávána pod záštitou ministerstev obrany, životního prostředí, průmyslu, vědy a zdravotnictví.
Institut v současnosti[kdy?] zahrnuje na 1600 zaměstnanců, mezi nimiž jsou inženýři, vědci, lékaři, agronomové, veterináři a specialisté v nukleární bezpečnosti. Generálním ředitelem IRSN je Jacques Repussard.

## Organizační struktura
Institut je rozdělen na 6 operačních a 5 funkcionálních direkcí, v jejichž čele stojí generální ředitelství:
- Generální ředitelství
- Funkcionální direkce:
  - Direkce pro nukleární expertizu obrany (Direction de l'expertise nucléaire de défense)
  - Direkce pro životní prostředí a intervenci (Direction de l'environnement et de l'intervention)
  - Direkce pro předcházení haváriím (Direction de la prévention des accidents majeurs)
  - Direkce pro ochranu člověka před radiací (Direction de la radioprotection de l'homme)
  - Direkce pro bezpečnost reaktorů (Direction de la sûreté des réacteurs)
  - Direkce pro bezpečnost továren, laboratoří, dopravy a odpadu (Direction de la sûreté des usines, des laboratoires, des transports et des déchets)
- Operační direkce:
  - Direkce pro strategii, rozvoj a vnější vztahy
  - Direkce pro vědu
  - Generální sekretariát
  - Direkce pro komunikaci
  - Direkce pro bezpečnost a dědictví